# (10123) Fideöja
(10123) Fideöja – planetoida z pasa głównego asteroid okrążająca Słońce w ciągu 3 lat i 153 dni w średniej odległości 2,27 j.a. Została odkryta 17 marca 1993 roku w Europejskim Obserwatorium Południowym w programie UESAC. Nazwa planetoidy pochodzi od dwóch małych powiatów Fide i Öja na wyspie Gotlandia. Przed nadaniem nazwy planetoida nosiła oznaczenie tymczasowe (10123) 1993 FJ16.